# Чон Джонсо
Чон Джонсо (кор. 전종서, 全鐘瑞; род. 5 июля 1994, Сеул) — южнокорейская актриса и певица. Начала актёрскую карьеру в фильме «Пылающий» Ли Чхандона 2018 года, впервые представленном на Каннском кинофестивале. За роль в фильме «Звонок из прошлого» 2020 года получила премию «Пэксан» (южнокорейский аналог «Оскара») за лучшую новую женскую роль, Buil Film Awards в категории «Лучшая женская роль» и Director's Cut Awards в той же категории. Также известна ролью Токио в корейской версии сериала «Бумажный дом».

## Биография
Родилась 5 июля 1994 года в столице Республики Корея Сеуле. В детстве мигрировала в Канаду, однако в дальнейшем вернулась в Корею. Обучалась в Анянской школе исполнительских искусств. В дальнейшем окончила колледж киноискусств Университета Седжон в Сеуле перед тем, как всерьёз заняться своей кинокарьерой.

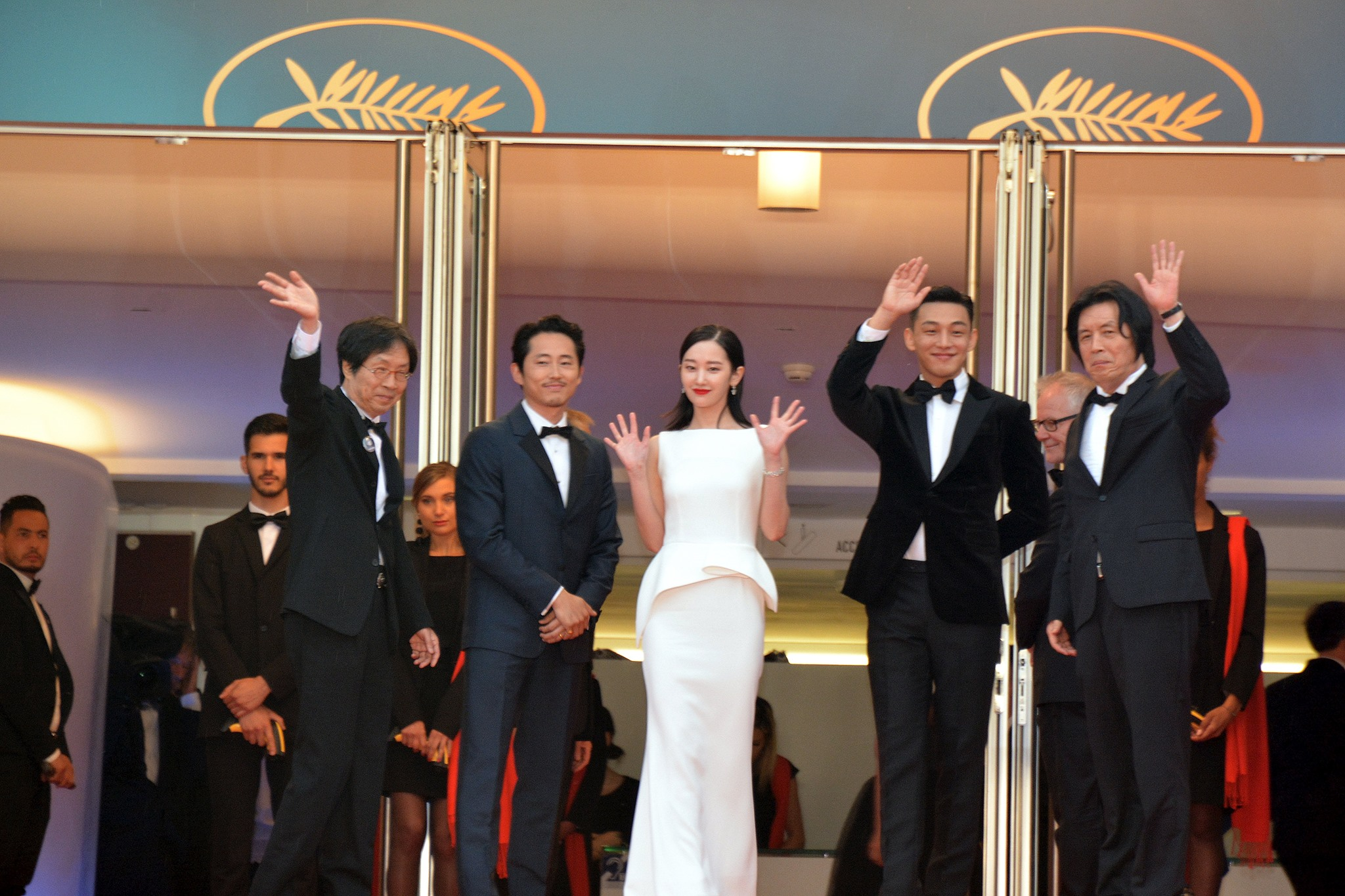
На Каннском кинофестивале с остальными актёрами «Пылающего»

Первой ролью Чон Джонсо стала роль Син Хэми в фильме «Пылающий», подруги главного героя в исполнении Ю Аина. Также в фильме стался Стивен Ён. Одна из главных ролей в фильме, она стала её первой ролью, полученной после первого же прослушивания и через три дня после присоединения к агентству по поиску талантов. Как она сказала, это решение стало для неё неожиданным, а взлёт карьеры — «крайне хаотичным». Фильм был снят Ли Чхандоном и представлен на Каннском кинофестивале. По словам режиссёра, вполне возможно, что его в актрисе привлекло именно то, что это было её первое прослушивание. Основанный на рассказе Харуки Мураками фильм получил широкое признание и любовь критиков и зрителей, а также стал первым корейским фильмом, представленным в шорт-листе премии «Оскар» за лучший фильм на иностранном языке. Героиня Чон Джонсо в финале фильма таинственно исчезает, когда раскрывается тайна главного героя. В 2019 году актриса получила за свою роль награду «Лучшая актриса-новичок» на Asian Film Critics Association Awards. Критики журнала The Hollywood Reporter также выбрали её среди 15 лучших зарубежных дебютантов 2018 года, которые представят будущее киноиндустрии. По мнению критика Пирса Корнана из ScreenAnarchy, взглянув на игру Чон Джонсо в фильме сложно поверить, что она является для неё первой, ибо она притягивает внимание каждый раз, когда появляется на экране, воплощая персонажа «застрявшего между мечтой и реальностью». Аналогичного мнения придержался и Джон Пауэрс из Vogue, заявивший, что каждый момент без Чон Джонсо на экране неинтереснее и мрачнее, а она сама превзошла своих коллег-мужчин, особенно в эпизоде с танцем под Майлза Дэвиса. За свою роль актриса удостоилась нескольких номинаций: «Азиатская кинопремия» в категории «Лучший новичок», «Голубой дракон» в той же категории, «Пэксан» в той же категории, Chunsa Film Art Awards в той же категории, «Большой колокол» в той же категории и The Seoul Awards в той же категории.
Следующей ролью Чон Джонсо стала роль О Ёнсук в фильме «Звонок из прошлого» 2020 года, триллере, в котором главные героини в состоянии посредством телефонных разговоров менять настоящее друг друга. Напарница Чон Джонсо, Пак Синхе, хочет помочь таинственной женщине, но расследование и помощь Ёнсук в прошлом приводит её к кровавым последствиям в настоящем, поскольку Ёнсук оказывается антагонистом. По ходу фильма она не раз импровизировала и отступала от первоначального сценария при полном согласии режиссёра. Как говорила она сама, её привлекают подобного рода сложные и многогранные персонажи. Критик Cinema Escapist Энтони Као писал, что исполнение роль получилось «выдающимся», поскольку Чон Джонсо постоянно держит наблюдателя в состоянии саспенса, даже в сцене после титров. Критик South China Morning Post Джеймс Марш написал, что роль существенно укрепила позиции актрисы в мире корейского кино, поскольку она смогла быть одновременно опасной и уязвимой. Аналогично писала и обозревательница Decider Джейд Будовски, по словам которой Чон Джонсо убедительна как во время маниакальных моментов, так и в тихой подготовке к чему-то страшному. В том же году появилась в эпизодическом сериале «Проницательные братья» в роли самой себя вместе с другими актёрами «Звонка из прошлого». За роль в фильме актриса удостоилась премии «Пэксан» как лучшая актриса-новичок, премии Buil Film Awards за лучшую женскую роль первого плана и Director’s Cut Awards в той же категории (была номинирована также как «Лучшая актриса новичок»), а также получила множество номинаций: Chunsa Film Art Awards в категории «Лучшая актриса первого плана», «Голубой дракон» в категории «Лучшая женская роль первого плана» и «Азиатскую кинопремию» в той же категории.
В 2021 году состоялся первый англоязычный дебют актрисы в фильме «Мона Лиза и кровавая луна» в роли Моны. В фильме она использует свои телекинетические способности для побега из психиатрической лечебницы. После побега она находится в Новом Орлеане, где её находит злодейка в лице Кейт Хадсон, которая пытается использовать её нечеловеческие способности для заработка денег. Премьера фильма состоялась на Венецианском кинофестивале. Для этого релиза она взяла себе имя Рейчел Джун. По мнению Ловии Гьярке из The Hollywood Reporter, эта роль ей удалась, и актриса наделила свою Мону индивидуальностью, несмотря на небольшое количество диалогов. В том же году актриса появилась в романтическом комедийном телесериале «Ничего особенного», где сыграла 20-летнюю одинокую женщину, которая после расставания с парнем решает познакомиться через приложение для телефона для кратких случайных связей без каких-либо серьёзных отношений. Она знакомится с парнем, который также не может себе найти отношения, однако на самом деле оказывается журналистом, что пишет о таких приложениях, у которого в дальнейшем просыпаются настоящие чувства к героине Чон Джонсо.

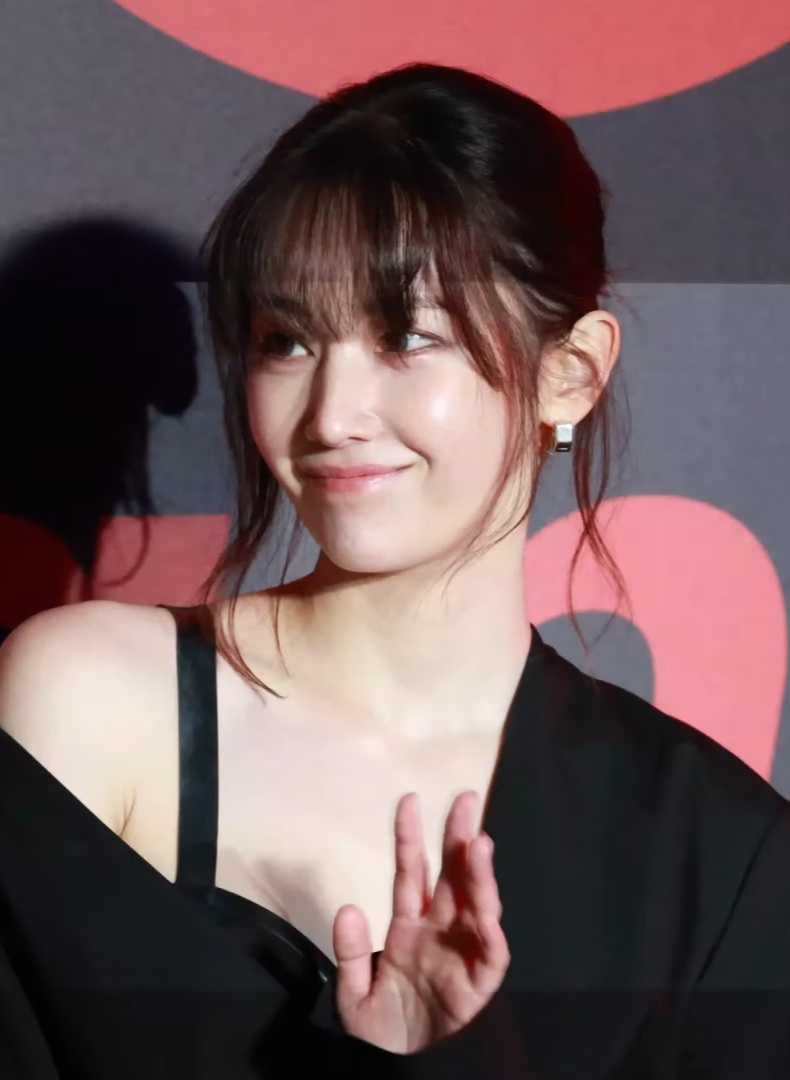
Чон Джонсо в апреле 2023 года на премии «Человек года» журнала GQ

В 2022 году новой работой Чон Джонсо стал сериал «Бумажный дом: Корея», адаптация популярного испанского криминального сериала «Бумажный дом», где актрисе досталась роль Токио. Действие происходит в будущем, в объединённой Корее, где группа преступников решила совершить ограбление века. Сериал получил средние отзывы от критиков, которые называли его красивым, но безвкусным. Чон Джонсон сыграла северокорейского солдата, сбежавшего на юг, где её привлекали дорамы и BTS, а также мстителя, убивающего и грабящего других преступников. Согласно Альберту Делано из Pajiba, актрисе удалось создать совершенно новую, не похожую на испанскую версию персонажа, который одновременно «сдерживаемая буря, молчаливый, дисциплинированный, глубоко грустный», но в то же время сильно интригует. Но при этом критик отметил, что химия между персонажами прописана слабо, а драки слишком просты. В том же году появилась в сериале «Выгодное предложение» с ролью Пак Чуён, которая является участницей подпольного бизнеса по торговле человеческими органами. Сериал же начинается с предложения Джонсо продать свою девственность пожилому мужчине. Критик Decider Джоэль Келлер написал, что Чон Джонсо удалось весьма убедительно передать настроение усталости от мира своей героини, которой веришь даже тогда, когда такая как она изображает восемнадцатилетнюю девственницу. Её действия показывают искушённость, а во время землетрясения кажется единственной, кто может этому противостоять. Кристен Балдуин из Entertainment Weekly, что актриса в своей роли показывает всем своим видом ледяное спокойствие, которое лишь нарастает пока её шансы на выживание стремительно уменьшаются. По мнению Дэниэла Финберга из The Hollywood Reporter, наряду с исполнителем главной мужской роли Но Хёнсо, Джонсо больше всех выделяется своей игрой в сериале, а персонаж последней больше всего раскрыт в сериале, который, по сути, опирается на неё.
В 2023 году актриса вновь появилась на большом экране в триллере о мести Netflix «Балерина» вместе с Пак Юрим, чья героиня была доведена до самоубийства, снятом режиссёром Ли Чхунхёном, в роли бывшей телохранительницы Окчу. Это вторая совместная работа режиссёра и актрисы, он же снял фильм «Звонок из прошлого». Фильм получил положительные отзывы критиков — на Rotten Tomatoes у него 92 % одобрения. По мнению автора рецензии на сайте Pajiba Петра Навови, фильм не удался бы без игры актрисы, которой пришлось вложить в персонажа всю себя.

## Фильмография
| Год       |   | Русское название          | Оригинальное название        | Роль       |
| --------- | - | ------------------------- | ---------------------------- | ---------- |
| 2018      | ф | Пылающий                  | 버닝                         | Син Хэми   |
| 2020—2020 | с | Проницательные братья     | 아는 형님                    | Камео      |
| 2020      | ф | Звонок из прошлого        | 콜                           | О Ёнсук    |
| 2021      | ф | Мона Лиза и кровавая луна | Mona Lisa and the Blood Moon | Мона Лиза  |
| 2021      | ф | Ничего особенного         | 연애 빠진 로맨스             | Чаён       |
| 2022—2022 | с | Бумажный дом: Корея       | 종이의 집: 공동경제구역      | Токио      |
| 2022—2022 | с | Выгодное предложение      | 몸값                         | Пак Чуён   |
| 2023      | ф | Балерина                  | 발레리나                     | Окчу       |
| 2024—2024 | с | Свадьба невозможна        | 웨딩 임파서블                | На Аджон   |
| 2024—2024 | с | Королева У                | 우씨왕후                     | Королева У |